# Unterseeboot 609
L'Unterseeboot 609 ou U-609 est un sous-marin allemand (U-Boot) de type VIIC utilisé par la Kriegsmarine pendant la Seconde Guerre mondiale.
Le sous-marin fut commandé le 22 mai 1940 à Hambourg (Blohm & Voss), sa quille fut posée le 7 avril 1941, il fut lancé le 23 décembre 1941 et mis en service le 12 février 1942, sous le commandement de l'Oberleutnant zur See Klaus Rudloff.
Il fut coulé dans l'Atlantique Nord par des charges de profondeurs d'une corvette des forces navales françaises libres, en février 1943.

## Conception
Unterseeboot type VII, l'U-609 avait un déplacement de 769 tonnes en surface et 871 tonnes en plongée. Il avait une longueur totale de 67,10 m, un maître-bau de 6,20 m, une hauteur de 9,60 m et un tirant d'eau de 4,74 m. Le sous-marin était propulsé par deux hélices de 1,23 m, deux moteurs diesel Germaniawerft M6V 40/46 de 6 cylindres en ligne de 1 400 cv à 470 tr/min, produisant un total de 2 060 à 2 350 kW en surface et de deux moteurs électriques BBC GG UB 720/8 de 375 cv à 295 tr/min, produisant un total 550 kW, en plongée. Le sous-marin avait une vitesse en surface de 17,7 nœuds (32,8 km/h) et une vitesse de 7,6 nœuds (14,1 km/h) en plongée. Immergé, il avait un rayon d'action de 80 milles marins (150 km) à 4 nœuds (7,4 km/h; 4,6 milles par heure) et pouvait atteindre une profondeur de 230 m. En surface son rayon d'action était de 8 500 milles nautiques (soit 15 700 km) à 10 nœuds (19 km/h). 
L'U-609 était équipé de cinq tubes lance-torpilles de 53,3 cm (quatre montés à l'avant et un à l'arrière) qui contenait quatorze torpilles. Il était équipé d'un canon de 8,8 cm SK C/35 (220 coups) et d'un canon antiaérien de 20 mm Flak. Il pouvait transporter 26 mines TMA ou 39 mines TMB. Son équipage comprenait 4 officiers et 40 à 56 sous-mariniers.

## Historique
Il reçut sa formation de base au sein de la 5. Unterseebootsflottille jusqu'au 31 juillet 1942, puis intégra sa formation de combat dans la 6. Unterseebootsflottille.
L'U-609 quitta Kiel le 16 juillet 1942 pour opérer dans l'Atlantique Nord. Il navigua vers l'ouest de l'Islande et le sud-est du Groenland. Le 31 août 1942, le groupe d'U-Boote Vorwärts trouve le convoi SC-97, parti d'Halifax le 22 août. Repéré il est attaqué avec succès par l'U-609 ; les attaques des deux jours suivants échouèrent avec des pertes du côté allemand, grâce à l'efficace couverture aérienne du convoi. Durant la nuit du 1er au 2 septembre 1942, le contact fut perdu. L'opération contre le convoi se termina avec seulement deux navires marchands coulés par l'U-609 contre un sous-marin perdu du côté allemand. Le convoi arrive à Liverpool le 7 septembre.
Le 12 octobre 1942, alors qu'il attaquait le convoi ON-136 au sud-ouest de l'Irlande, l'U-609 est gravement endommagé à la position 49° 39′ N, 21° 15′ O, par des charges de profondeur d'escortes du convoi. Le sous-marin doit plonger, mettant fin à son attaque.
Le 17 octobre, l'U-609 est de nouveau endommagé par des charges de profondeurs de l'HMS Celandine (en) lorsqu'il attaque sans succès le convoi ONS-137. 
Il rentre à Saint-Nazaire le 22 octobre après ces deux attaques.
Entre novembre 1942 et février 1943, l'U-609 participe à de multiples recherches de convois dans l'Atlantique Nord, toutes infructueuses.
Il sombre à 22 h 4 le 6 février 1943 dans l'Atlantique Nord à la position 54° 56′ N, 28° 11′ O, touché par des charges de profondeurs de la corvette FFNF Lobélia (K 05) (fi) des forces navales françaises libres.
Les 47 membres d'équipage meurent dans cette attaque.

## Affectations
- 5. Unterseebootsflottille du 12 février 1942 au 31 juillet 1942 (Période de formation).
- 6. Unterseebootsflottille du 1er août 1942 au 6 février 1943 (Unité combattante).

## Commandement
- Kapitänleutnant  Klaus Rudloff du 12 février 1942 au 6 février 1943.

## Patrouilles
|       | Commandant           | Départ           | Départ      | Arrivée           | Arrivée     | Jours     | Succès   |
| ----- | -------------------- | ---------------- | ----------- | ----------------- | ----------- | --------- | -------- |
| 1     | Oblt. Klaus Rudloff  | 16 juillet 1942  | Kiel        | 10 septembre 1942 | St. Nazaire | 57 jours  | 10 288   |
| 2     | Oblt. Klaus Rudloff  | 6 octobre 1942   | St. Nazaire | 22 octobre 1942   | St. Nazaire | 17 jours  |          |
| 3     | Oblt. Klaus Rudloff  | 30 novembre 1942 | St. Nazaire | 23 décembre 1942  | St. Nazaire | 24 jours  |          |
| 4     | Kptlt. Klaus Rudloff | 16 janvier 1943  | St. Nazaire | 6 février 1943    | Coulé       | 22 jours  |          |
| Total | Total                | Total            | Total       | Total             | Total       | 120 jours | 10 288 t |

Note : Oblt. = Oberleutnant zur See - Kptlt. = Kapitänleutnant

### Opérations Wolfpack
L'U-609 opéra avec les Rudeltaktik (meute de loups) durant sa carrière opérationnelle.
- Vorwärts (25 août – 1er septembre 1942)
- Panther (13-16 octobre 1942)
- Draufgänger (6-11 décembre 1942)
- Raufbold (11-18 décembre 1942)
- Landsknecht (19-28 janvier 1943)
- Pfeil (1er-7 février 1943)

## Navires coulés
L'U-609 coula 2 navires marchands totalisant 10 288 tonneaux au cours des 4 patrouilles (120 jours en mer) qu'il effectua.
| Date         | Nom        | Nationalité | Tonnage | Convoi | Fait  | Localisation         |
| ------------ | ---------- | ----------- | ------- | ------ | ----- | -------------------- |
| 31 août 1942 | Capira     | Panama      | 5 625   | SC-97  | Coulé | 57° 13′ N, 33° 40′ O |
| 31 août 1942 | Bronxville | Norvège     | 4 663   | SC-97  | Coulé | 57° 13′ N, 33° 40′ O |